# 浜松浜北インターチェンジ
浜松浜北インターチェンジ（はままつはまきたインターチェンジ）は、静岡県浜松市浜名区中瀬にある新東名高速道路のインターチェンジである。

## 歴史
- 2011年（平成23年）8月26日：当ICの名称が「浜北IC（仮称）」から「浜松浜北IC」で正式決定[1][2]。
- 2012年（平成24年）4月14日：御殿場JCT - 三ヶ日JCT間開通に伴い、供用開始[3]。

## 周辺
- 静岡県警察高速道路交通警察隊 浜北分駐隊
- 北斗わかば病院
- ROKI 本社・研究所・浜松工場
- 日清紡 浜北精機事業所
- コンチネンタル・オートモーティブ 浜北工場
- 浜名ワークス
- 岩水寺

## 接続する道路
- 直接接続
  - 国道152号（天竜－浜北バイパス）

## 料金所
- ブース数：7

### 入口
- ブース数：3
  - ETC専用：1
  - ETC/一般：1
  - 一般：1

### 出口
- ブース数：4
  - ETC専用：2
  - ETC/一般（精算機）：1
  - 一般（精算機）：1

## 浜松保全・サービスセンター
当IC 東側に併設されている管理事務所。
- 新東名（新静岡IC〜浜松いなさJCT間、浜松いなさJCT〜三ヶ日JCT間）の維持管理・災害復旧
- 東名（浜松IC〜豊川IC間）の維持管理・災害復旧

## 隣
E1A 新東名高速道路
(13)森掛川IC - (13-1)遠州森町PA/SIC - (13-2)新磐田SIC - (14)浜松浜北IC - (14-1)浜松SA/SIC - (15)浜松いなさJCT - (16)新城IC